# Forelius mccooki
Forelius mccooki é uma espécie de formiga do gênero Forelius.